# Pablo Eduardo Caballero
Pablo Eduardo Caballero Sebastiani (Montevideo, 21 novembre 1987) è un calciatore uruguaiano, centrocampista del Terremoto.

## Carriera
Abile a giocare sia in posizione centrale sia laterale, vanta oltre 130 presenze in Primera División de Uruguay, collezionate quasi esclusivamente con la maglia del Cerro. Fa eccezione il 2011-2012, stagione in cui ha militato nel Defensor Sporting e con la cui maglia ha disputato 5 incontri. Con il Cerro ha disputato 6 partite in Coppa Libertadores, mettendo a segno anche una rete contro l'Emelec nella fase a gironi dell'edizione 2010.
Il 18 luglio 2013 si trasferisce in Serie B alla Reggina. L'11 agosto esordisce in Coppa Italia contro il Carpi, e la sua prima partita in campionato è in occasione della 3ª giornata, contro la Juve Stabia. In totale disputa 4 partite in Serie B, prima di fare ritorno al Cerro nel corso della stagione.